# 電波監理審議会
電波監理審議会（でんぱかんりしんぎかい）は、日本の総務省の審議会等の一つ。電波法に基づき設置された総務大臣の諮問機関である。

## 概要
テレビチャンネルや周波数の割り当て計画、放送局の免許、無線の技術基準などに関する省令改正等、電波や放送に関する大臣の諮問事項について調査審議や答申を行う。また大臣らが行った許認可に対する不服申し立てについても審査する。
放送局の再免許も審査の対象であり、新規に免許を取得する場合同様に放送局の施設や技術の問題点や財務面だけでなく、番組が「政治的な公平性」や「事実に即した報道が行われているかどうか」も対象である。問題がある場合は、放送局の免許に何らかの条件を付けることも可能である。放送局の再免許は1993年の椿事件で注目された。
委員は学会（法制、技術）、行政経験者、言論文化、経済界から5人で構成される。両議院の同意を経て大臣が任命する国会同意人事である。委員の任期は3年である。